# Calàpet verd balear
El calàpet verd balear (Bufo balearicus, Bufotes balearicus o Pseudepidalea balearica) és un calàpet que pertany a la família dels gripau vertaders Bufonidae. És una espècie de terres baixes però pot ser trobat fins a altures de 1.300 m sobre el nivell del mar a la Itàlia central.
Antigament considerada la mateixa espècie que Bufo viridis, les dades genètiques molecular ara donen ferm suport al seu status com a espècie separada.
Malgrat el nom, aquesta espècie és nativa d'Itàlia (on és present damunt tots els territoris excepte l'extrem del nord-est i del sud-oest) i a Còrsega. Fou probablement introduït a les Illes Balears en temps prehistòrics, on és comú però està en retrocés.